# Babel Fish
Babel Fish（バベルフィッシュ）は、AltaVista が開発したウェブベースのアプリケーションである。テキストやウェブページを様々な言語に機械翻訳する。バベルフィッシュの翻訳技術は SYSTRAN の提供によるもの。SYSTRAN の技術は、Google翻訳などのサイトが提供している翻訳可能な言語の組み合わせのうちの大部分で用いられている。
英語、中国語（簡体字）、中国語（繁体字）、オランダ語、フランス語、ドイツ語、ギリシア語、イタリア語、日本語、韓国語/朝鮮語、ポルトガル語、ロシア語、スペイン語を翻訳できる。
この翻訳サービスは、完全な翻訳ができるとは謳っていない。ページ、もしくはテキストの要点を示せるとだけ謳っている。ヨーロッパの諸言語間の翻訳は理解可能なレベルだが、東アジアの言語を英語に翻訳させると、意味不明の文章になることが多い。数多くのネタ系サイトの間で、バベルフィッシュを使って一つかそれ以上の言語間で翻訳をくり返す行為（いわゆる再翻訳）が行われてきた。
2003年7月に AltaVista が Yahoo! の傘下になってからは、Yahoo! Babel Fish (babelfish.yahoo.com) として運用されてきたが、2013年8月の時点でこのアドレスは Yahoo.com に転送され、翻訳機能は停止している。

## 名称の由来
この名前は、ダグラス・アダムズの『銀河ヒッチハイク・ガイド』という小説に登場するバベルフィッシュに由来する。バベルフィッシュは、言語を一瞬で翻訳する架空の動物である。
バベルという語の出所は、バベルという都市と、そこで生まれたという様々な言語とに関する、聖書中の記述である。